# Parafia Ewangelicko-Augsburska w Rawie Mazowieckiej
Parafia Ewangelicko-Augsburska w Rawie Mazowieckiej – parafia luterańska w Rawie Mazowieckiej, należąca do diecezji warszawskiej Kościoła Ewangelicko-Augsburskiego w RP. W 2019 liczyła 20 wiernych.

## Historia
Początki parafii wiążą się z akcją osadniczą ludności pochodzącej z Europy Zachodniej w końcu XVIII i początku XIX wieku na ziemiach polskich. Do kolonistów tych należały także osoby wyznania ewangelickiego. Na początku XIX wieku w Rawie oraz jej okolicach zamieszkali tkacze będący ewangelikami. W 1800 osadnicy założyli kolonie Franciszkanów i Strobów, natomiast w 1802 – Kochanów i Brzozów. W późniejszym okresie, około 1820 powstały ewangelickie kolonie Annosław, Kaleń, Łochów, Raducz, Stanisławów, Studzianki i Franopol.
W związku z napływem nowych, protestanckich mieszkańców, powstała potrzeba objęcia ich opieką duszpasterską. Nie istniała na tym terenie dotychczas żadna parafia ewangelicka, wobec czego postanowiono o jej założeniu w Rawie. W 1821 tu powołano nieformalną radę parafialną, której zadaniem miało być pełnienie roli przedstawiciela ewangelickich wiernych przed władzami państwowymi. Do jej członków należeli: aptekarz Daniel Jende, burmistrz miasta Rutkowski, Jan Kinastowski, Leopold Gorgas i Fryderyk Eckhold. Rada zwróciła się z wnioskiem do władz o przekazanie ewangelikom zrujnowanego rzymskokatolickiego kościoła św. Ducha. Zabiegi w tym celu trwały pięć lat, po tym czasie formującą się nowa parafia pozyskała zgodę na objęcie kościoła razem z działką, na której był zlokalizowany po wpłacie 1200 złotych polskich. Następnie wierni podjęli decyzję o niezwłocznej odbudowie budynku, rozpoczęli także kompletowanie jego wyposażenia. Prace remontowe ukończone zostały w 1828 kosztem 24 860 złotych. Powstał także drewniany obiekt mieszczący mieszkanie duchownego oraz kantora.
W 1829 parafia ewangelicka w Rawie została oficjalnie zarejestrowana przez władze. W 1832 jej pierwszym proboszczem został ks. Karol W. Kliem, sprawujący tę funkcję do 1850. Jego następcą został w 1851 ks. T. Ludwig.
W 1860 powstał murowany budynek plebanii, natomiast w 1862 miał miejsce remont kościoła.
Około 1860 rawska parafia skupiała około 3500 wiernych i na jej terenie funkcjonowało 18 szkół ewangelickich, w których naukę pobierało wówczas 540 dzieci. W budynkach szkół zlokalizowanych w pobliskich koloniach prowadzone były również nabożeństwa, miejscowości te dysponowały także własnymi cmentarzami wyznaniowymi. Na obszarze parafii znajdowało się ich 18.
Problemem nowej jednostki w kolejnych latach były częste wakaty na stanowisku proboszcza. W okresie 1909–1929 była ona administrowana przez proboszczów oddalonych parafii w Tomaszowie Mazowieckim, Brzezinach i Łowiczu.
W trakcie I wojny światowej doszło do uszkodzenia budynków kościoła i plebanii, a wielu członków parafii wysiedlono w odległe tereny Imperium Rosyjskiego, skąd część z nich nie wróciła. Zniszczone zostały także należące wiernych domy i gospodarstwa. W 1923 parafia liczyła już jedynie około 3000 członków. Dopiero w 1929 pozyskała ona ponownie własnego proboszcza na miejscu, którym został ks. Arnold Hammermeister. Dzięki temu przyspieszone zostały działania w celu naprawy kościoła i plebanii. Doszło także do odrodzenia jej prężnej działalności, utworzony został chór oraz orkiestra.
Obchody 100-lecia parafii miały miejsce z dwuletnim opóźnieniem w dniu 31 maja 1931. Gościli na nich m.in. Biskup Kościoła ks. bp. dr. Juliusz Bursche oraz superintendenci ks. Aleksander Schoeneich i ks. Juliusz Dietrich. W związku z jubileuszem ukończony został remont kościoła, którego wnętrze zostało odświeżone, a do budynku została dostawiona nowa wieża. Dokonano także zakupu dwóch dzwonów.
II wojna światowa doprowadziła do znacznego zmniejszenia się liczby członków parafii oraz dużych strat w jej majątku. W 1945 kościół został zbombardowany. Parafia została pozbawiona duchownego, a jej prawa do nieruchomości zostały podważone. Wobec tego w latach 1945–1952 miejscowi wierni uczestniczyli w życiu religijnym parafii w Tomaszowie Mazowieckim, która objęła ich opieką duszpasterską i prowadziła dla nich w Tomaszowie wszystkie uroczystości i obrzędy, takie jak chrzty, konfirmacje i śluby. Proboszcz tomaszowskiej parafii, ks. dr Woldemar Gastpary, został oficjalnie proboszczem-administratorem rawskiego zboru. 
Ks. Woldemar Gastpary doprowadził do odzyskania przez parafię w Rawie kościoła oraz plebanii wraz z działką, co odbyło się na drodze sądowej. Dzięki jego działaniom kościół św. Ducha został odbudowany ze zniszczeń i 12 czerwca 1952 miało miejsce tu miejsce pierwsze powojenne nabożeństwo połączone z poświęceniem obiektu przez ks. bp. Karola Kotulę. Parafia skupiała wówczas ponad 400 wiernych. Od tego czasu rozpoczęto tu prowadzenie nabożeństw raz w miesiącu.
Od 2014 roku nabożeństwa w Rawie odbywają się co tydzień (w 1, 2, 3 i 4 niedzielę miesiąca o godz. 14:00).
W 2014 bezpośrednią opiekę duszpasterską nad wiernymi w Rawie objęła dk. Halina Radacz, ordynowana 7 maja 2022 na księdza. Na mocy decyzji Konsystorza z dnia 8 maja 2023 została ona mianowana proboszczem-administratorem parafii, funkcję tę zaczęła pełnić oficjalnie 1 czerwca 2023. Ksiądz Halina Radacz sprawowała stanowisko proboszcza-administratora do 31 grudnia 2024, a 1 stycznia 2025 objął je ks. Bogusław Sebesta z parafii w Tomaszowie Mazowieckim.

## Pastorzy i Proboszczowie
- 1832–1850 – ks. Karol W. Kliem – pierwszy proboszcz Parafii Ewangelicko-Augsburskiej w Rawie Mazowieckiej[8]
- 1851–1868 – ks. dr. T. Ludwig[8]
- 1869–1879 – ks. K. Fr. Wendt[8]
- 1881–1885 – ks. F. M. Baumbach[8]
- 1901–1907 – ks. L. L. Freyman[8]
- 1917–1918 – ks. K. Kücherer[8]
- 1929–1945 – ks. Arnold Hammermeister[8]
- 1945–1955 – ks. Woldemar Gastpary[8]
- 1955–1964 – ks. Eugeniusz Jungto[8]
- 1964–1965 – ks. Woldemar Gastpary (ponownie)[8]
- 1966–1983 – ks. dr Henryk Czembor[8]
- 1983–2014 – ks. Roman Pawlas[8]
- 2014–2016 – ks. dr Marcin Undas[8]
- 2016–2023 – ks. bp Jan Cieślar[5][6][8]
- 2023–2024 – ks. Halina Radacz[1][5][6]
- 2025–obecnie – ks. Bogusław Sebesta[1]